# Arhat
Termenul arhat denumește un credincios budist care atinge nirvana printr-o disciplină riguroasă și practici ascetice sau Buddha care grație „ochiului divin“ poate vedea nașterea și moartea universurilor, ființele care se află acolo și stările în care ele renasc.